# Minyó de Montellà
El Minyó de Montellà (Montellà s. XVI - Arsèguel, 1588) fou un bandoler català.
Fou actiu a l'àrea de Lleida on hi dirigia un escamot d'uns tres-cents homes i disposava de grans sumes de diners obtingudes del pagament de rescats. El 1587, a Sidamon, s'apoderà, amb la seva quadrilla, d'una tramesa de monedes d'or que Felip II enviava a Gènova, passant per Catalunya, per a la soldada dels terços. Va participar en diverses hostilitats de l'anomenada guerra de la Ribagorça, posant-se al servei del virrei d'Aragó per lluitar contra el comte Ferran II de Ribagorça.
Morí en la defensa del castell d'Arsèguel.